# Фаусто Парі
Фаусто Парі (італ. Fausto Pari, нар. 15 вересня 1962, Савіньяно-суль-Рубіконе) — італійський футболіст, що грав на позиції півзахисника. По завершенні ігрової кар'єри — спортивний функціонер.
Виступав, зокрема, за клуб «Сампдорія», а також національну збірну Італії.
Дворазовий чемпіон Італії. Триразовий володар Кубка Італії. Володар Кубка Кубків УЄФА. Володар Суперкубка Італії з футболу.

## Клубна кар'єра
У дорослому футболі дебютував 1978 року виступами за команду клубу «Белларія», в якій провів один сезон, взявши участь у 27 матчах чемпіонату. 
Згодом з 1979 по 1983 рік грав у складі команд клубів «Інтернаціонале» та «Парма». Протягом цих років виборов титул чемпіона Італії.
Своєю грою за останню команду привернув увагу представників тренерського штабу клубу «Сампдорія», до складу якого приєднався 1983 року. Відіграв за генуезький клуб наступні дев'ять сезонів своєї ігрової кар'єри. Більшість часу, проведеного у складі «Сампдорії», був основним гравцем команди. За цей час додав до переліку своїх трофеїв ще один титул чемпіона Італії, ставав володарем Кубка Італії (тричі), володарем Кубка Кубків УЄФА.
Протягом 1992—1998 років захищав кольори клубів «Наполі», «П'яченца» та СПАЛ.
Завершив професійну ігрову кар'єру у клубі «Модена», за команду якого виступав протягом 1998—2000 років.

## Виступи за збірні
Протягом 1981–1984 років залучався до складу молодіжної збірної Італії.
У 1991 році залучався до складу національної збірної Італії, проте жодного матчу так і не зіграв.

## Титули і досягнення
- Чемпіон Італії (2):

«Інтернаціонале»: 1979–80
«Сампдорія»: 1990–91
- Володар Кубка Італії (3):

«Сампдорія»: 1984–85, 1987–88, 1988–89
- Володар Кубка Кубків УЄФА (1):

«Сампдорія»: 1989–90
- Володар Суперкубка Італії з футболу (1):

«Сампдорія»: 1991